# Сан-Жуліа-да-Раміс
Сан-Жуліа́-да-Рамі́с (кат. Sant Julià de Ramis) - місто, розташоване в Автономній області Каталонія в Іспанії. 
Знаходиться у районі (кумарці) Жирунес провінції Жирона, згідно з новою адміністративною реформою перебуватиме у складі баґарії Жирона.

## Населення
Населення міста (у 2007 р.) становить 2 866 осіб (з них менше 14 років - 16,9%, від 15 до 64 - 70,7%, понад 65 років - 
12,4%). У 2006 р. народжуваність склала 32 осіб, смертність - 17 осіб, приріст населення склав 15
осіб. У 2001 р. активне населення становило 1.043 осіб, з них безробітних - 53 осіб. 

Серед осіб, які проживали на території міста у 2001 р., 1.621 осіб народилися в Каталонії (з них
1.226 осіб у тому самому районі, або кумарці), 429 осіб приїхало з інших областей Іспанії, а 48 осіб приїхало з-за кордону. 

Університетську освіту має 8,6
% усього населення. 

У 2001 р. нараховувалося 677 домогосподарств (з них 14,8% складалися з однієї особи, 22,9% з двох осіб,
22,6% з 3 осіб, 24,7% з 4 осіб, 9,6% з 5 осіб, 4,3
% з 6 осіб, 0,9% з 7 осіб, 0,3% з 8 осіб і 0% з 9 і більше осіб).

Активне населення міста у 2001 р. працювало у таких сферах діяльності : у сільському господорстві - 3,9%, у промисловості - 21,7%, на будівництві - 14,5% і у сфері обслуговування -
59,8%. 

 У муніципалітеті або у власному районі (кумарці) працює 710 осіб, поза районом - 700 осіб. 

### Безробіття
У 2007 р. нараховувалося 74 безробітних (у 2006 р. - 52 безробітних), з них чоловіки становили 36,5%, а жінки -
63,5%.

## Економіка

### Промислові підприємства
| \| Промислові підприємства міста, за сферою діяльності \| Промислові підприємства міста, за сферою діяльності \| Промислові підприємства міста, за сферою діяльності \| \| Рік \| 2002 р. \| 2001 р. \| \| --------------------------------------------------- \| --------------------------------------------------- \| --------------------------------------------------- \| \| Енергетичні та водні ресурси \| 2,9% \| 2,6% \| \| Хімія та метали \| 17,6% \| 12,8% \| \| Переробка металів \| 41,2% \| 48,7% \| \| Продукти харчування \| 8,8% \| 7,7% \| \| Текстиль \| 5,9% \| 7,7% \| \| Виробництво меблів, видання \| 17,6% \| 15,4% \| \| Інше \| 5,9% \| 5,1% \| \| Усього підприємств \| 34 \| 39 \| |         |         |
| Промислові підприємства міста, за сферою діяльності |         |         |
| Рік | 2002 р. | 2001 р. |
| Енергетичні та водні ресурси | 2,9%    | 2,6%    |
| Хімія та метали | 17,6%   | 12,8%   |
| Переробка металів | 41,2%   | 48,7%   |
| Продукти харчування | 8,8%    | 7,7%    |
| Текстиль | 5,9%    | 7,7%    |
| Виробництво меблів, видання | 17,6%   | 15,4%   |
| Інше | 5,9%    | 5,1%    |
| Усього підприємств | 34      | 39      |

### Роздрібна торгівля
| \| Підприємства роздрібної торгівлі міста, за сферою діяльності \| Підприємства роздрібної торгівлі міста, за сферою діяльності \| Підприємства роздрібної торгівлі міста, за сферою діяльності \| \| Рік \| 2002 р. \| 2001 р. \| \| ------------------------------------------------------------ \| ------------------------------------------------------------ \| ------------------------------------------------------------ \| \| Продукти харчування \| 28,6% \| 29,2% \| \| Одяг та взуття \| 14,3% \| 12,5% \| \| Товари для дому \| 10,7% \| 8,3% \| \| Книги та періодичні видання \| 3,6% \| 4,2% \| \| Промислова хімічна продукція \| 10,7% \| 12,5% \| \| Продукція, пов'язана з транспортними засобами \| 25,0% \| 20,8% \| \| Інше \| 7,1% \| 12,5% \| \| Усього підприємств \| 28 \| 24 \| |         |         |
| Підприємства роздрібної торгівлі міста, за сферою діяльності |         |         |
| Рік | 2002 р. | 2001 р. |
| Продукти харчування | 28,6%   | 29,2%   |
| Одяг та взуття | 14,3%   | 12,5%   |
| Товари для дому | 10,7%   | 8,3%    |
| Книги та періодичні видання | 3,6%    | 4,2%    |
| Промислова хімічна продукція | 10,7%   | 12,5%   |
| Продукція, пов'язана з транспортними засобами | 25,0%   | 20,8%   |
| Інше | 7,1%    | 12,5%   |
| Усього підприємств | 28      | 24      |

### Сфера послуг
| \| Підприємства міста, що працюють у сфері послуг, за діяльністю \| Підприємства міста, що працюють у сфері послуг, за діяльністю \| Підприємства міста, що працюють у сфері послуг, за діяльністю \| \| Рік \| 2002 р. \| 2001 р. \| \| ------------------------------------------------------------- \| ------------------------------------------------------------- \| ------------------------------------------------------------- \| \| Гуртова торгівля \| 24,8% \| 27,1% \| \| Готелі та готельний бізнес \| 18,1% \| 15,6% \| \| Транспорт та зв'язок \| 21,9% \| 21,9% \| \| Посередницькі фінансові послуги \| 1,9% \| 2,1% \| \| Послуги підприємствам \| 4,8% \| 4,2% \| \| Послуги фізичним особам \| 21,0% \| 20,8% \| \| Нерухомість та ін. \| 7,6% \| 8,3% \| \| Усього підприємств \| 105 \| 96 \| |         |         |
| Підприємства міста, що працюють у сфері послуг, за діяльністю |         |         |
| Рік | 2002 р. | 2001 р. |
| Гуртова торгівля | 24,8%   | 27,1%   |
| Готелі та готельний бізнес | 18,1%   | 15,6%   |
| Транспорт та зв'язок | 21,9%   | 21,9%   |
| Посередницькі фінансові послуги | 1,9%    | 2,1%    |
| Послуги підприємствам | 4,8%    | 4,2%    |
| Послуги фізичним особам | 21,0%   | 20,8%   |
| Нерухомість та ін. | 7,6%    | 8,3%    |
| Усього підприємств | 105     | 96      |

## Житловий фонд
У 2001 р. 2,2% усіх родин (домогосподарств) мали житло метражем до 59 м², 19,8% - від 60 до 89 м², 39,9% - від 90 до 119 м² і
38,1% - понад 120 м².

З усіх будівель у 2001 р. 23% було одноповерховими, 70,6% - двоповерховими, 5,2
% - триповерховими, 0,7% - чотириповерховими, 0,5% - п'ятиповерховими, 0% - шестиповерховими,
0% - семиповерховими, 0% - з вісьмома та більше поверхами.

## Автопарк
| \| Автомобілі, зареєстровані у місті, за призначенням \| Автомобілі, зареєстровані у місті, за призначенням \| Автомобілі, зареєстровані у місті, за призначенням \| \| Рік \| 2006 р. \| 2005 р. \| \| -------------------------------------------------- \| -------------------------------------------------- \| -------------------------------------------------- \| \| Приватні автомобілі \| 61,3% \| 60,4% \| \| Мотоцикли \| 9,9% \| 10,1% \| \| Вантажівки \| 23,0% \| 23,9% \| \| Трактори \| 1,1% \| 1,1% \| \| Автобуси та ін. \| 4,6% \| 4,4% \| \| Усього автомобілів \| 2.474 шт. \| 2.369 шт. \| |           |           |
| Автомобілі, зареєстровані у місті, за призначенням |           |           |
| Рік | 2006 р.   | 2005 р.   |
| Приватні автомобілі | 61,3%     | 60,4%     |
| Мотоцикли | 9,9%      | 10,1%     |
| Вантажівки | 23,0%     | 23,9%     |
| Трактори | 1,1%      | 1,1%      |
| Автобуси та ін. | 4,6%      | 4,4%      |
| Усього автомобілів | 2.474 шт. | 2.369 шт. |

## Вживання каталанської мови
У 2001 р. каталанську мову у місті розуміли 99,1% усього населення (у 1996 р. - 98,8%), вміли говорити нею 90% (у 1996 р. - 
89,4%), вміли читати 90,2% (у 1996 р. - 86,1%), вміли писати 79,8
% (у 1996 р. - 60,2%). Не розуміли каталанської мови 0,9%.

## Політичні уподобання
У виборах до Парламенту Каталонії у 2006 р. взяло участь 1.249 осіб (у 2003 р. - 1.279 осіб). Голоси за політичні сили розподілилися таким чином:
| \| Вибори до Парламенту Каталонії \| Вибори до Парламенту Каталонії \| Вибори до Парламенту Каталонії \| \| Рік \| 2006 р. \| 2003 р. \| \| -------------------------------------- \| ------------------------------ \| ------------------------------ \| \| Конвергенція та Єднання (CiU) \| 38,1% \| 38,8% \| \| Соціалістична партія Каталонії (PSC) \| 22,7% \| 25,1% \| \| Народна партія (PP) \| 5,4% \| 5,3% \| \| Ініціатива за зелену Каталонію (IC) \| 7% \| 4,5% \| \| Республіканська лівиця Каталонії (ERC) \| 23,2% \| 24,3% \| \| Громадянська партія (C's) \| 1,0% \| 0,0% \| \| Інші \| 2,6% \| 2% \| |         |         |
| Вибори до Парламенту Каталонії |         |         |
| Рік | 2006 р. | 2003 р. |
| Конвергенція та Єднання (CiU) | 38,1%   | 38,8%   |
| Соціалістична партія Каталонії (PSC) | 22,7%   | 25,1%   |
| Народна партія (PP) | 5,4%    | 5,3%    |
| Ініціатива за зелену Каталонію (IC) | 7%      | 4,5%    |
| Республіканська лівиця Каталонії (ERC) | 23,2%   | 24,3%   |
| Громадянська партія (C's) | 1,0%    | 0,0%    |
| Інші | 2,6%    | 2%      |

У муніципальних виборах у 2007 р. взяло участь 1.470 осіб (у 2003 р. - 1.303 осіб). Голоси за політичні сили розподілилися таким чином:
| \| Муніципальні вибори \| Муніципальні вибори \| Муніципальні вибори \| \| Рік \| 2007 р. \| 2003 р. \| \| -------------------------------------- \| ------------------- \| ------------------- \| \| Конвергенція та Єднання (CiU) \| 38,8% \| 38,0% \| \| Соціалістична партія Каталонії (PSC) \| 31,3% \| 45,2% \| \| Народна партія (PP) \| 3,1% \| 0,0% \| \| Ініціатива за зелену Каталонію (IC) \| 9,9% \| 0,0% \| \| Республіканська лівиця Каталонії (ERC) \| 8,1% \| 0,0% \| \| Громадянська партія (C's) \| 0,0% \| 0,0% \| \| Інші \| 8,8% \| 16,8% \| |         |         |
| Муніципальні вибори |         |         |
| Рік | 2007 р. | 2003 р. |
| Конвергенція та Єднання (CiU) | 38,8%   | 38,0%   |
| Соціалістична партія Каталонії (PSC) | 31,3%   | 45,2%   |
| Народна партія (PP) | 3,1%    | 0,0%    |
| Ініціатива за зелену Каталонію (IC) | 9,9%    | 0,0%    |
| Республіканська лівиця Каталонії (ERC) | 8,1%    | 0,0%    |
| Громадянська партія (C's) | 0,0%    | 0,0%    |
| Інші | 8,8%    | 16,8%   |